# Arctopora trimaculata
Arctopora trimaculata är en nattsländeart som först beskrevs av Zetterstedt 1840.  Arctopora trimaculata ingår i släktet Arctopora och familjen husmasknattsländor. Arten är reproducerande i Sverige. Inga underarter finns listade i Catalogue of Life.